# Pila (zwierzęta)
Pila (wcześniej opisywana jako Ampullaria) – rodzaj ślimaków z rzędu Architaenioglossa, rodziny Ampullariidae, przystosowanych do życia w wodzie, ale oddychających powietrzem atmosferycznym. Mogą przebywać dość długi czas poza wodą. Wykazują dużą odporność na wysychanie. Gatunki z tego rodzaju są w języku polskim nazywane ampulariami lub przepółkami.
Muszle kilkucentymetrowej wysokości, owalne, o wypukłych skrętach, zamykane wieczkiem. Narządy oddechowe przepółek tworzy pojedyncze skrzele oraz pojedyncze „płuco” – silnie unaczyniona komora jamy płaszczowej. 
Ślimaki zaliczane do tej grupy były znane podróżnikom i kolekcjonerom co najmniej od XVII wieku, często opisywane pod nazwą „Ampullariae”. Za najstarsze rysunki prezentujące muszle uważa się szkice wykonane przez Martina Listera w Historiae Conchyliorum, opisane jako A. urceus, A. guyanensis i A. glauca. W XVIII wieku rysunki „Ampullariae” ukazywały się w pracach wielu autorów.

## Systematyka
Według zasad klasyfikacji linneuszowskiej rodzaj Ampullaria został opisany przez Lamarcka w 1799 roku. Jego gatunkiem typowym jest Ampullaria ampullacea, przez Linneusza umieszczony w rodzaju Helix. Przez wiele lat malakolodzy spierali się o poprawność opisu Ampullaria Lamarcka, sugerując pierwszeństwo dla nazwy Pila Bolten, 1798 lub Pila Röding, 1798. Zgodnie z zasadą pierwszeństwa, decyzją ICZN nazwa Ampullaria Lamarck, 1799 została wpisana na oficjalną listę nazw stosowanych w zoologii, jako młodszy synonim nazwy Pila Röding, 1798.

### Podział systematyczny
Do rodzaju należą następujące gatunki:

- Pila africana (E. von Martens, 1886)
- Pila ampullacea (Linnaeus, 1758)
- Pila assermoensis (Jodot, 1953) †
- Pila bruguieri (Deshayes, 1830)
- Pila busserti Harzhauser & Neubauer, 2017 †
- Pila cecillei (R.A. Philippi, 1849)
- Pila celebensis (Quoy & Gaimard, 1834)
- Pila colchesteri L.R. Cox, 1933 †
- Pila decocta (Mabille, 1887)
- Pila falloti (Jodot, 1953) †
- Pila faujasii (Serres, 1829) †
- Pila gauthieri (Jodot, 1953) †
- Pila globosa (Swainson, 1822)
- Pila gracilis (I. Lea, 1856)
- Pila lapparenti (J.-C. Fischer, 1963) †
- Pila mizoramensis Sil, Basak, Karanth & Aravind, 2021
- Pila mutungi Van Damme & Pickford, 1995 †
- Pila neuberti Harzhauser & Neubauer, 2016 †
- Pila nevilliana (Annandale & Prashad, 1921)
- Pila nipponica T. Kobayashi & K. Suzuki, 1937 †
- Pila occidentalis (Mousson, 1888)
- Pila olea (Reeve, 1856)
- Pila ovata (Olivier, 1804)
- Pila pesmei (Morlet, 1889)
- Pila pygmaea (Récluz, 1851)
- Pila robsoni Prashad, 1925
- Pila saxea (Reeve, 1856)
- Pila scutata (Mousson, 1848)
- Pila speciosa (R.A. Philippi, 1849)
- Pila tikarkasensis (J.-C. Fischer, 1963) †
- Pila turbinis (I. Lea, 1856)
- Pila virens (Lamarck, 1822)
- Pila virescens (Deshayes, 1824)
- Pila wernei (R.A. Philippi, 1851)